# Ochraethes umbratilis
Ochraethes umbratilis là một loài bọ cánh cứng trong họ Cerambycidae.